# Panama City (Flórida)
Panama City é uma cidade localizada no estado norte-americano da Flórida, no condado de Bay, do qual é sede. Foi incorporada em 1909.

## Geografia
De acordo com o United States Census Bureau, a cidade tem uma área de 91,8 km², onde 75,8 km² estão cobertos por terra e 15,9 km² por água.

## Demografia
Segundo o censo nacional de 2010, a sua população é de 36 484 habitantes e sua densidade populacional é de 481,1 hab/km². É a localidade mais populosa do condado de Bay. Possui 17 438 residências, que resulta em uma densidade de 229,9 residências/km².